# Conjunctospora vesiculifera
Conjunctospora vesiculifera är en svampart som beskrevs av Udagawa, Uchiy. & Kamiya 1999. Conjunctospora vesiculifera ingår i släktet Conjunctospora, divisionen sporsäcksvampar och riket svampar.   Inga underarter finns listade i Catalogue of Life.